# 印度革命共产主义委员会
印度革命共产主义委员会（英語：Revolutionary Communist Council of India）是印度加尔各答的共产主义团体，阿南塔·辛格于1962年建立，遵循马克思主义、列宁主义、毛泽东思想。也被称为“人-钱-枪”（Man-Money-Gun）集团。